# Arik Air

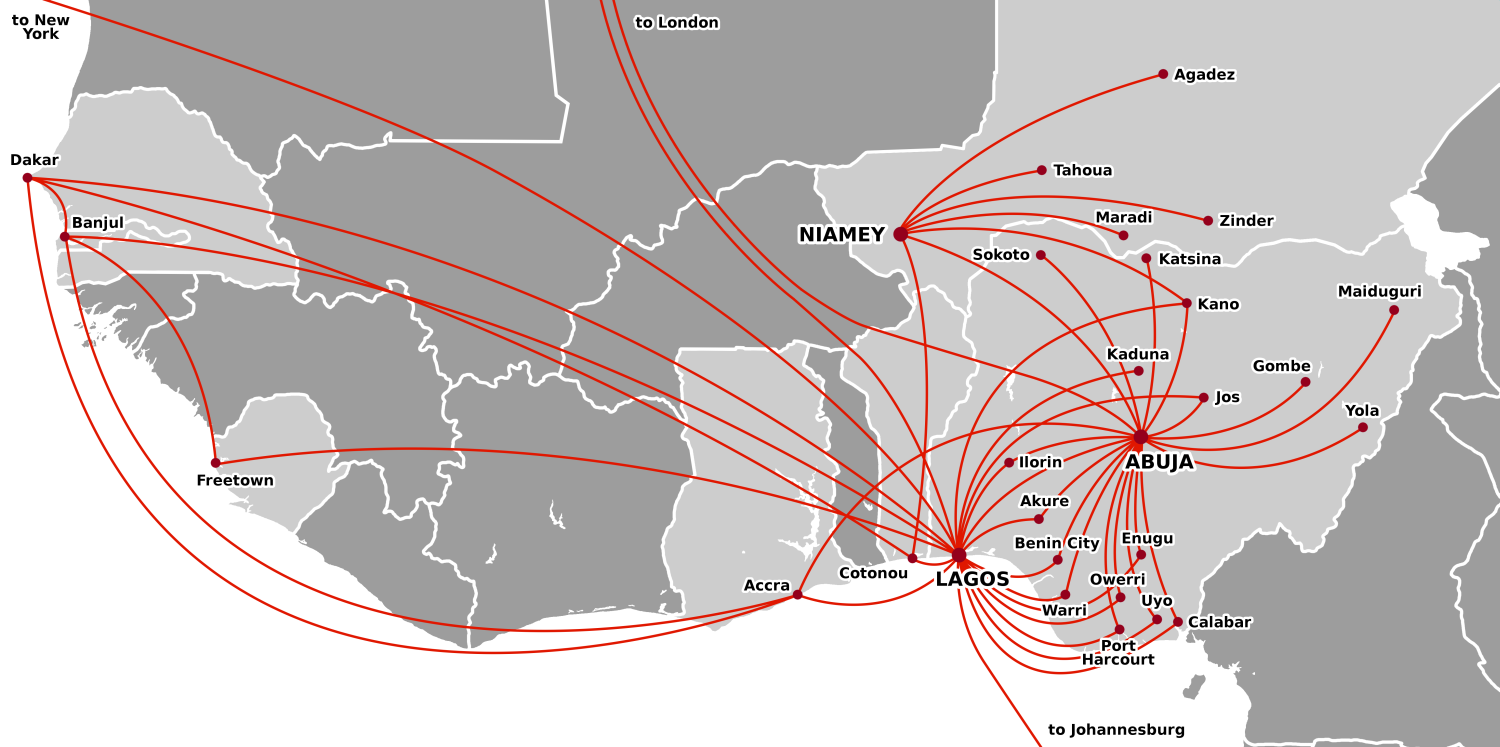
Arik Air Linjekarta

Arik Air är ett flygbolag baserat i Lagos, Nigeria opererande på en växande inrikesmarknad. Bolaget har även planer på att starta fler regionala och utrikes linjer. Bolagets bas är Murtala Mohammed International Airport.

## Historia
Den 3 april 2006 tog Arik Air över det före detta flygbolaget Nigeria Airways’ bas på Murtala Mohammed International Airport. Den 3 juni 2006 fick Arik Air två stycken nya Canadair CRJ 900, och senare samma sommar fick de två Boeing 737-300 och tre Canadair CRJ 200 från United Airlines. Den 30 oktober 2006 började Arik Air trafikera linjen Lagos-Abuja fyra gånger dagligen med Canadair CRJ 900. Senare startades även linjer till Calabar, Benin City och Enugu.

## Destinationer
Arik Air flyger till 17 inrikes destinationer och till 15 utrikes destinationer.

### Afrika
- Benin
  - Cotonou (Cadjehoun Airport)

- Gambia
  - Banjul (Banjuls internationella flygplats)

- Ghana
  - Accra (Kotokas internationella flygplats)

- Niger
  - Agadez (Mano Dayak International Airport)
  - Maradi (Maradi Airport)
  - Niamey (Diori Hamani International Airport)
  - Tahoua (Tahoua Airport)
  - Zinder (Zinder Airport)

- Nigeria
  - Abuja (Nnamdi Azikiwe International Airport)
  - Akure (Akure Airport)
  - Benin City (Benin Airport)
  - Calabar (Margaret Ekpo International Airport )
  - Gombe (Gombe Lawanti International Airport)
  - Enugu (Akanu Ibiam International Airport)
  - Jos (Yakubu Gowon Airport)
  - Kaduna (Kaduna Airport)
  - Kano (Mallam Aminu Kano International Airport)
  - Katsina (Katsina Airport)
  - Lagos (Murtala Mohammed International Airport)
  - Maiduguri (Maiduguri International Airport)
  - Owerri (Imo Airport)
  - Port Harcourt
    - (NAF Base Port Harcourt)
    - (Port Harcourt International Airport)

  - Sokoto (Sadiq Abubakar III International Airport)
  - Warri (Warri Airport)
  - Yola (Yola Airport)

- Senegal
  - Dakar (Dakar-Yoff-Léopold Sédar Senghor International Airport)

- Sierra Leone
  - Freetown (Lungi International Airport)

- Sydafrika
  - Johannesburg (OR Tambo International Airport)

### Europa
- Storbritannien
  - London (London Heathrow Airport)

## Flotta

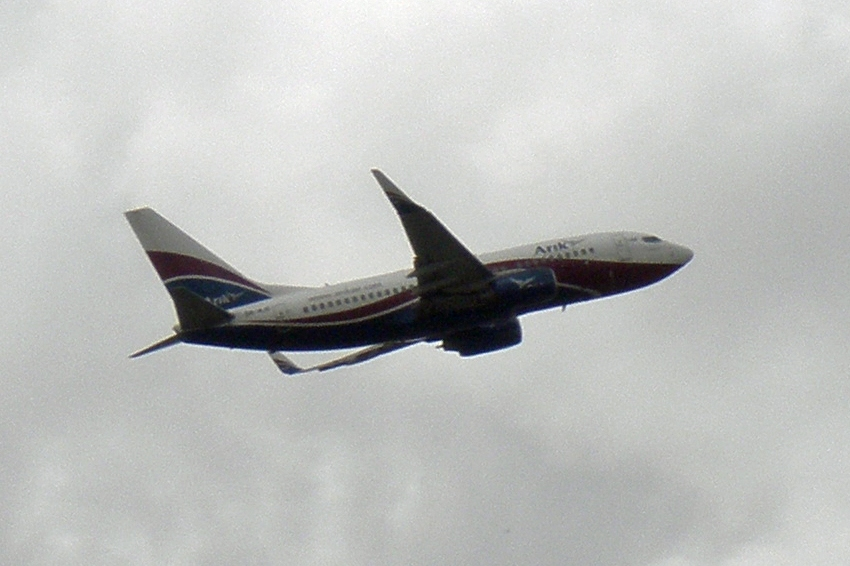
Arik Air Boeing 737

I juli 2009 så flottan ut så här: 